# Gran Premio motociclistico del Giappone 1965
Il Gran Premio motociclistico del Giappone fu l'ultimo appuntamento del motomondiale 1965.
Si svolse il 23 e 24 ottobre 1965 sul circuito di Suzuka. Erano in programma le classi 50, 125, 250 e 350 (sabato 23 125 e 350, alla presenza di 15.000 spettatori; domenica 24 50 e 250, alla presenza di 85.000 spettatori).
La 125 vide il debutto della nuova Honda 5 cilindri, che fu a lungo in testa con Luigi Taveri prima di lasciare via libera alla Suzuki di Hugh Anderson.
In 350 la lotta tra Giacomo Agostini e Jim Redman per il titolo premiò il rhodesiano (secondo al traguardo), mentre Agostini, attardato da problemi d'accensione, terminò la gara al quinto posto.
Ralph Bryans, secondo nella gara della 50 dietro a Taveri, si aggiudicò il titolo di Campione del Mondo della categoria, primo nordirlandese a vincere un titolo mondiale.
In 250, vittoria per Mike Hailwood, ritornato in sella ad una Honda dopo quattro anni. Redman non partì per problemi fisici.

## Classe 350

### Arrivati al traguardo
| Pos. | Pilota           | Moto      | Tempo        | Punti |
| ---- | ---------------- | --------- | ------------ | ----- |
| 1    | Mike Hailwood    | MV Agusta | 1h 03' 32" 2 | 8     |
| 2    | Jim Redman       | Honda     | +10" 1       | 6     |
| 3    | Isamu Kasuya     | Honda     |              | 4     |
| 4    | Isao Yamashita   | Honda     |              | 3     |
| 5    | Giacomo Agostini | MV Agusta |              | 2     |
| 6    | Bill Smith       | Honda     |              | 1     |

## Classe 250

### Arrivati al traguardo
| Pos. | Pilota           | Moto   | Tempo        | Punti |
| ---- | ---------------- | ------ | ------------ | ----- |
| 1    | Mike Hailwood    | Honda  | 1h 01' 49" 1 | 8     |
| 2    | Isamu Kasuya     | Honda  | +1' 32" 8    | 6     |
| 3    | Bill Ivy         | Yamaha | +1' 56" 5    | 4     |
| 4    | Gosuke Yamashita | Honda  | +2' 27" 5    | 3     |
| 5    | Hiroshi Hasegawa | Yamaha |              | 2     |

## Classe 125

### Arrivati al traguardo
| Pos. | Pilota              | Moto   | Tempo     | Punti |
| ---- | ------------------- | ------ | --------- | ----- |
| 1    | Hugh Anderson       | Suzuki | 52' 19" 2 | 8     |
| 2    | Luigi Taveri        | Honda  | +14" 5    | 6     |
| 3    | Ralph Bryans        | Honda  |           | 4     |
| 4    | Bill Ivy            | Yamaha |           | 3     |
| 5    | Yasuharu Yuzawa     | Honda  |           | 2     |
| 6    | Hironori Matsushima | Yamaha |           | 1     |
| 7    | Frank Perris        | Suzuki |           |       |

## Classe 50

### Arrivati al traguardo
| Pos. | Pilota               | Moto        | Tempo     | Punti |
| ---- | -------------------- | ----------- | --------- | ----- |
| 1    | Luigi Taveri         | Honda       | 39' 23" 3 | 8     |
| 2    | Ralph Bryans         | Honda       | +0" 1     | 6     |
| 3    | Mitsuo Itoh          | Suzuki      | +22" 2    | 4     |
| 4    | Hans-Georg Anscheidt | Suzuki      | +37" 9    | 3     |
| 5    | Michio Ichino        | Suzuki      |           | 2     |
| 6    | Akira Itoh           | Honda       |           | 1     |
| 7    | K. Itoh              | Bridgestone |           |       |

## Fonti e bibliografia
- "Motor" n° 44 del 29 ottobre 1965, pagg. 1022-1023, su motorracehistorie.nl. URL consultato l'8 agosto 2011 (archiviato dall'url originale il 28 marzo 2016).